# Amtsgericht Allenstein
Das Amtsgericht Allenstein war ein preußisches Amtsgericht mit Sitz in Allenstein, Ostpreußen.

## Geschichte
In Allenstein bestand bis 1849 das Land- und Stadtgericht Allenstein und danach das Kreisgericht Allenstein. Im Rahmen der Reichsjustizgesetze wurden die bestehenden Gerichte aufgehoben und einheitlich Amtsgerichte gebildet. Das königlich preußische Amtsgericht Allenstein wurde mit Wirkung zum 1. Oktober 1879 als eines von zehn Amtsgerichten im Bezirk des Landgerichtes Allenstein im Bezirk des Oberlandesgerichtes Königsberg gebildet. Der Sitz des Gerichtes war Allenstein. Sein Gerichtsbezirk umfasste den Kreis Allenstein außer den Teilen, die dem Amtsgericht Wartenburg zugeordnet waren. Am Gericht bestanden 1880 vier Richterstellen. Das Amtsgericht war damit ein größeres Amtsgericht im Landgerichtsbezirk. Gerichtstage wurden in Gelguhnen gehalten.
Im Jahre 1945 wurde der Amtsgerichtsbezirk unter polnische Verwaltung gestellt, und die deutschen Einwohner wurden vertrieben. Damit endete auch die Geschichte des Amtsgerichtes Allenstein. Unter polnischer Verwaltung entstand das Sąd Rejonowy w Olsztynie (1950–1975: Sąd Powiatowy w Olsztynie).